# Dominica en los Juegos Olímpicos de Londres 2012
Dominica estuvo representada en los Juegos Olímpicos de Londres 2012 por dos deportistas, un hombre y una mujer, que compitieron en atletismo.
El portador de la bandera en la ceremonia de apertura fue el atleta Erison Hurtault. El equipo olímpico dominiqués no obtuvo ninguna medalla en estos Juegos.